# Zenamorpha discophoralis
Zenamorpha discophoralis là một loài bướm đêm trong họ Crambidae. Chúng là loài duy nhất trong chi Zenamorpha (Zenamorpha pseudonoctua (Rothschild, 1921) đã được chuyển sang chi Tegostoma), được George Hampson mô tả đầu tiên vào năm 1899. Loài này thường được tìm thấy ở Orizaba, Mexico.